# Éditions Grasset & Fasquelle
Éditions Grasset & Fasquelle è una casa editrice francese nata nel 1907.

## Storia
Les Éditions Grasset è stata diretta dal fondatore, Bernard Grasset (1881-1955) fino alla sua morte, quindi dal nipote Bernard Privat (1914-1985). Amico di Jean-Claude Fasquelle, il secondo ha voluto fondersi con la Éditions Fasquelle (creata nel 1896 da suo nonno, Eugène Fasquelle) dando vita dal 1959 alla casa editrice attuale.
Dal 2000 è diretta da Olivier Nora.
Nel secondo decennio del XXI secolo pubblica circa 140 titoli l'anno.
Storicamente la casa ha pubblicato autori come Marcel Proust (Du côté de chez Swan, nel 1913, primo volume della Recherche), quindi autori come André Maurois, François Mauriac, Henry de Montherlant, Paul Morand, Raymond Radiguet, Blaise Cendrars, Jean Giono, André Malraux ecc.
Dopo la seconda guerra mondiale furono lanciati Hervé Bazin e Jacques Laurent, e si pubblicò opere di Pierre Teilhard de Chardin, Edmonde Charles-Roux, Jean Giraudoux. Negli anni settanta, dopo la fusione, divenne la sede per la pubblicazione di opere dei "nuovi filosofi" (come Bernard-Henri Lévy e altri), quindi di autori internazionali quali Gabriel García Márquez, Héctor Bianciotti, Umberto Eco, Christophe Bataille, V. S. Naipaul, Pascal Quignard ecc.
In Francia si usa la parola "Galligrasseuil" polemicamente per indicare l'establishment formato dalle case editrici più forti sul terreno del romanzo francese, ovvero Gallimard, Grasset ed Éditions du Seuil, specialmente in occasione di premi quali Premio Goncourt e Prix Femina, visti come sede di pressioni editoriali e a volte imbrogli immaginari o di oligopolio.

## Collane
Tra le collane della casa vanno ricordate:
- «Les Cahiers Rouges», dal 1983, opere di letteratura[2]. Collana diretta dal 2002 da Charles Dantzig.
- «Le Collège de philosophie», diretta da Alain Renaut, Patrick Savidan e Pierre-Henri Tavoillot
- «Europe Echecs», collana per amanti degli scacchi
- «Grand format», collana di noir, thriller ecc.
- «La Grande Raison», collana di opere di etica e filosofia, diretta da Michel Onfray
- «Grasset-Jeunesse», opere per bambini
- «Mondes Vécus»
- «Partage du savoir», para-scolastica di grande impatto in collaborazione con "Le Monde"
- «Pour & Contre», diretta da Erik Izraelewicz, pubblica opere di economia in collaborazione con "Les Echos"
- «La règle du jeu», rivista

## Autori italiani pubblicati
- Massimo Cacciari
- Umberto Eco
- Oriana Fallaci
- Carlo Emilio Gadda
- Natalia Ginzburg
- Primo Levi
- Curzio Malaparte
- Luigi Malerba
- Sandro Penna
- Leonardo Sciascia
- Ignazio Silone